# Andrés Gómez-Lobo
Andrés Gómez-Lobo Echenique (Fráncfort, Alemania, 16 de marzo de 1965) es un ingeniero comercial y político chileno, miembro del Partido por la Democracia (PPD). Fue ministro de Transportes y Telecomunicaciones entre 2014 y 2017, en el segundo gobierno de Michelle Bachelet.

## Biografía
Nació en Fráncfort, Alemania, y sus padres fueron Alfonso Gómez-Lobo Morelli, filósofo y Jimena Teresa Echenique Larraín. Después de terminar ingeniería comercial con mención en economía de la Pontificia Universidad Católica de Chile (PUC), obtuvo un Master of Science en economía de los recursos naturales y el medio ambiente de la University College London y es Doctor en Economía de la University College London.
Sus áreas de investigación incluyen la economía del medio ambiente y recursos naturales, la regulación de monopolios naturales y la organización industrial.
Ha sido investigador del CIEPLAN, consultor del Banco Mundial y en OXERA en el Reino Unido.

### Cargos públicos

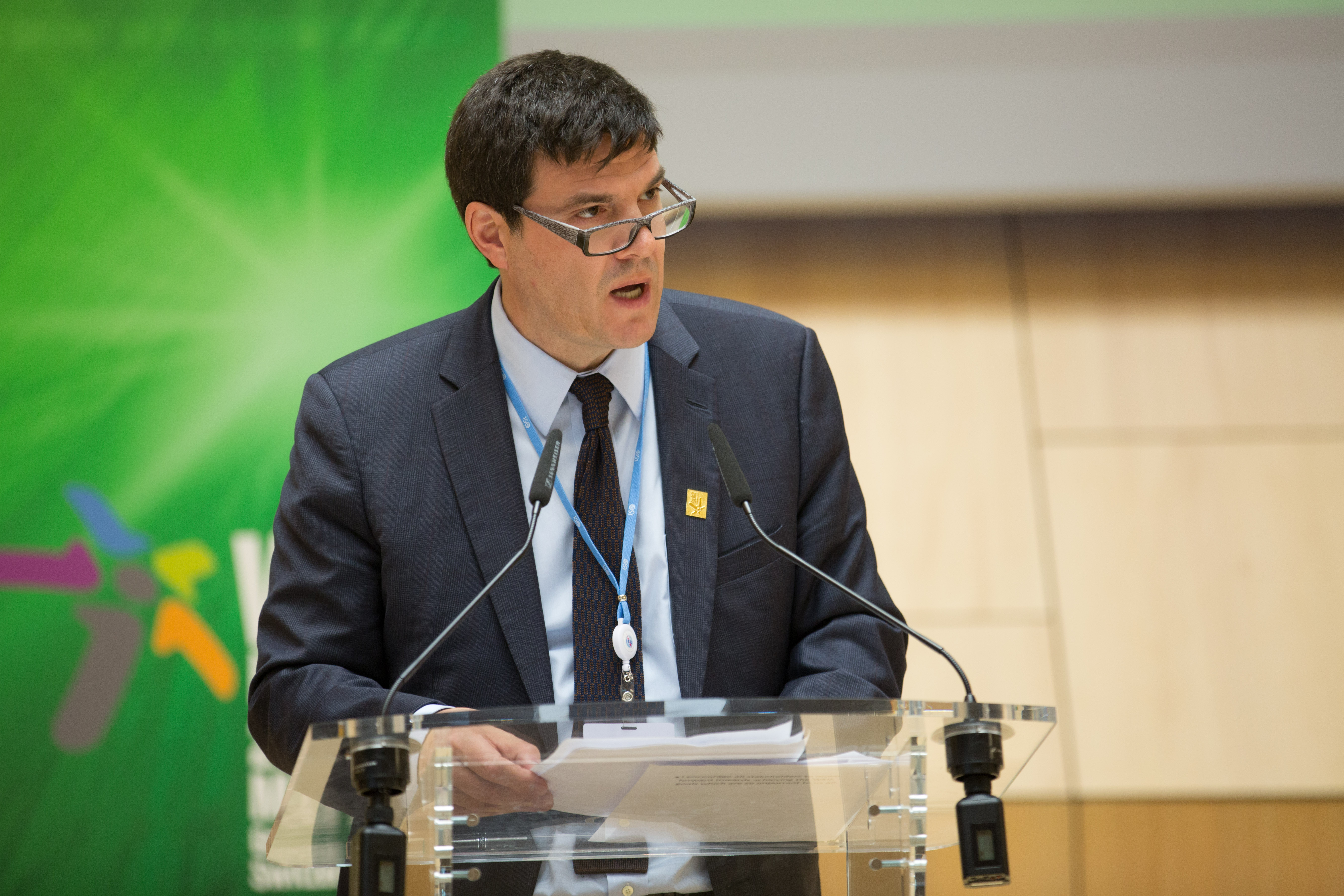
Gómez-Lobo en un foro de la CMSI en 2015.

Fue director del Metro de Santiago entre 2008 y 2010. En ese mismo periodo fue jefe de asesores del ministerio de Transportes y Telecomunicaciones, cargo al que llegó después que asumió René Cortázar como ministro, en reemplazo de Sergio Espejo, y en medio de la crisis del Transantiago.
Fue designado como ministro de Transportes y Telecomunicaciones a inicios de 2014 por la entonces presidenta electa Michelle Bachelet. Asumió el 11 de marzo de 2014, junto con el inicio del segundo gobierno de Bachelet. Entre los principales asuntos que debió enfrentar estuvieron las críticas al Transantiago, las fallas del Metro de Santiago en noviembre de 2014, y el conflicto entre Uber y los taxistas. Se mantuvo en el cargo hasta el 13 de marzo de 2017, fecha en que renunció aduciendo «motivos personales», siendo reemplazado por Paola Tapia.